# Paquetá (bairro do Rio de Janeiro)
Paquetá é um bairro da Zona Central do município do Rio de Janeiro, no estado homônimo, no Brasil, que reúne diversas ilhas na Baía de Guanabara, sendo a maior delas a Ilha de Paquetá, um tradicional recanto turístico do município do Rio de Janeiro, a poucos minutos da agitação da metrópole, habitado por população de classe média.[carece de fontes?] O bairro possui infraestrutura turística com hotéis, restaurantes, hospital, policiamento, comércio e serviços.
Seu índice de desenvolvimento humano, no ano 2000, era de 0,822, o 74º melhor do Rio de Janeiro, dentre 126 bairros avaliados; sendo considerado regular.

## História

Ilha de Paquetá, 1894. Arquivo Nacional.

A Ilha de Paquetá foi descoberta em 1555 pela expedição francesa fundadora da França Antártica. A ilha já era habitada pelos índios tupinambás, que viriam a ser conhecidos também como tamoios. Estes chamavam a ilha de Paketá, que significa "muitas pacas". Somente em 18 de dezembro de 1556 o rei francês reconheceu a descoberta de André Thevet, cosmógrafo membro da expedição francesa, sendo essa data até hoje considerada como aniversário da ilha.
Com a vitória dos portugueses contra os franceses, na disputa pelas terras da então França Antártida, a ilha passou para o controle dos vencedores que, em 1565, mesmo ano da fundação da cidade do Rio de Janeiro, a dividiram em duas sesmarias. Depois de expulsar os franceses da Baía de Guanabara, Estácio de Sá tratou de dividir a ilha em duas sesmarias e as entregou a dois companheiros de viagem: a primeira foi para Inácio de Bulhões (Campo) e a outra para Fernão Valdez (Ponte). Em 1697, foi construída a Capela de São Roque, padroeiro da ilha.
No século XIX a ilha caiu nas graças do Império: foi local de hospedagem frequente de D. João VI, no Solar Del Rey (hoje a biblioteca pública). Ali também viveu seus últimos anos o político e naturalista José Bonifácio, cuja residência ainda existe, preservada e em uso. O bairro, que já pertenceu ao município de Magé, foi incorporado à Corte em 1833.
Durante a Revolta da Armada, em 1893, a ilha foi ocupada durante seis meses pelos marinheiros sublevados, o que ocasionou diversos prejuízos para a população local. Até então a ilha não tinha uma controle certo, vivendo basicamente de pesca e troca dos pescados por outros produtos no porto.
No período da Guanabara (1960-1975) a ilha passou a ser administrada em conjunto com a Ilha do Governador e a Cidade Universitária, na então subprefeitura das ilhas. Em 1981 foi estabelecida como um bairro autônomo, pelo prefeito Júlio Coutinho, e passou a ter sua própria região administrativa, sendo também desincorporada da Zona Norte e tornando-se o bairro mais distante da Zona Central do Rio.

### Brasão
Apesar de incomum nos municípios brasileiros, algumas divisões do município do Rio de Janeiro possuem brasões, bandeiras e hinos, adquiridos à época em que seu território era compreendido no antigo estado da Guanabara. O brasão da região administrativa da Ilha de Paquetá é composto:

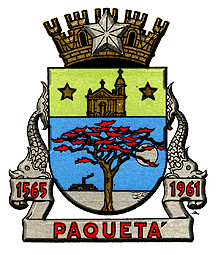
Brasão da Região Administrativa da Ilha de Paquetá

- Pelos anos de 1565, que marca a entrega das terras de Paquetá aos sesmeiros, e de 1961, em homenagem à criação da região administrativa da Ilha de Paquetá.
- Por duas estrelas, representando os dois primeiros sesmeiros, Inácio de Bulhões e Fernão Valdez.

- Por um escudo onde figuram a Capela de São Roque, um flamboyant (marca registrada da ilha), uma lua cheia (alusão ao hino da ilha, chamado Luar de Paquetá) e uma antiga barca a vapor cantareira.

## Geografia

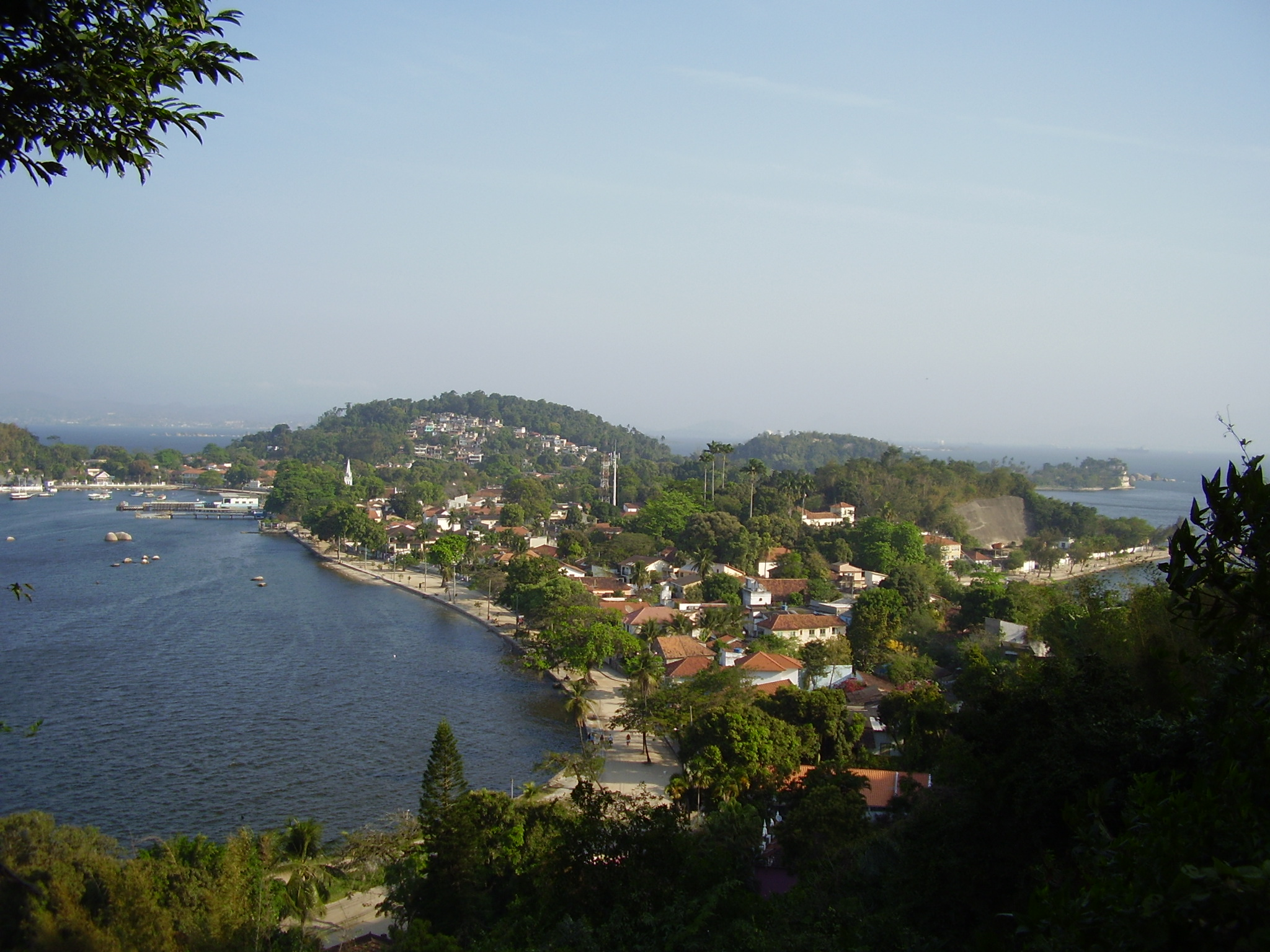
Ilha de Paquetá, 2008

Situada no fundo na Baía da Guanabara, Paquetá é um bairro do município do Rio de Janeiro formado pela Ilha de Paquetá e por outras pequenas ilhas no interior da baía de Guanabara: Brocoió, Braço forte, Redonda, do Manguinho, Comprida, dos Ferros, Casa da Pedra e das Folha, além de outras ilhotas e rochedos situadas entre elas.
A Ilha de Paquetá, que dá nome ao bairro, tem 8 km² de área e dezenas de pequenas praias, sendo 15 as mais conhecidas e frequentadas. Outro destaque é a Ilha de Brocoió, ocupada pela residência oficial de férias do governador do estado do Rio de Janeiro.
O arquipélago fica muito próximo da única área remanescente de manguezais da Baía, a 10 minutos da entrada de Magé pelo mar, ainda preservada e significativa, com fauna e flora ricas.

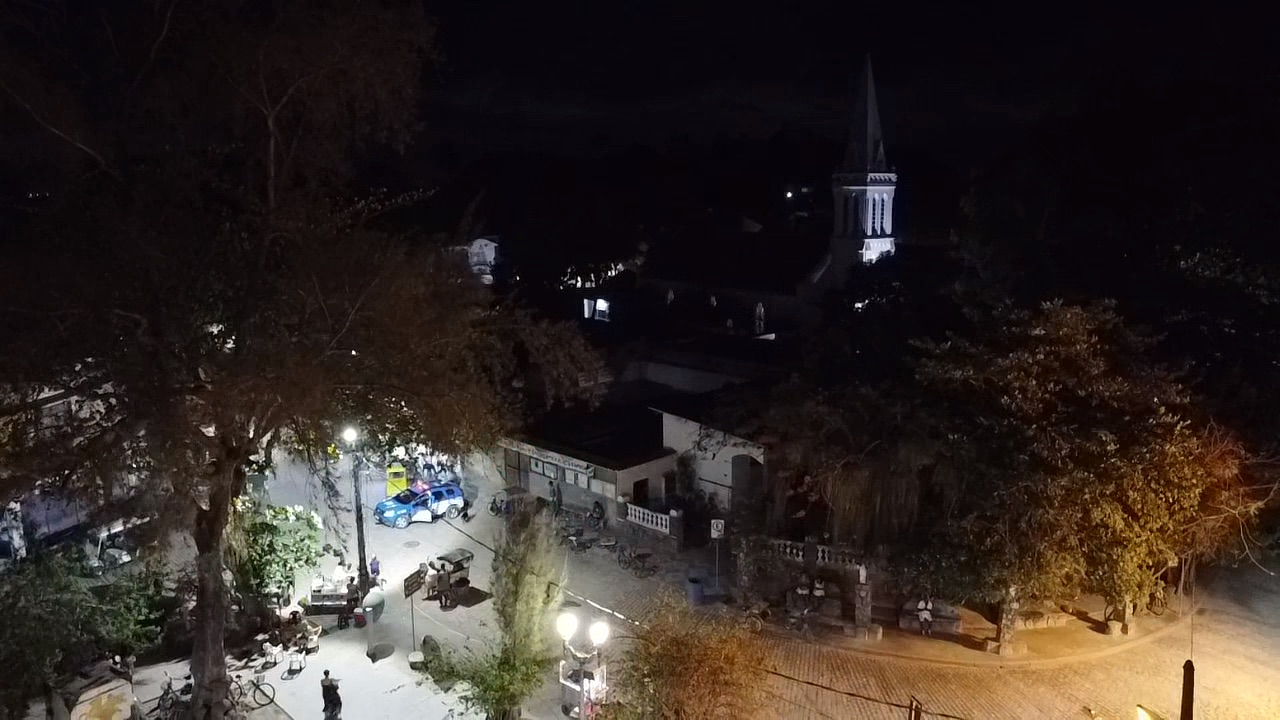
Bairro de Paquetá

## Economia

### Transporte
O acesso à ilha é feito por linha regular de barcas e ainda por barcas e  catamarãs, sempre a partir da Praça XV de Novembro, no Centro do Rio de Janeiro. Atualmente, o trajeto pode ser feito em 40 minutos.
Na ilha, não é permitido o tráfego de veículos motorizados particulares: apenas bicicletas e charretes elétricas se locomovem nas ruas revestidas de saibro. Somente é permitido o tráfego de carros que prestam serviços públicos - polícia, bombeiros, ambulância, coleta de lixo etc.
O transporte de moradores e visitantes é feito por charretes elétricas e bicicletas. Há ainda o serviço de táxis apelidado de ecotáxi, com bicicletas especialmente adaptadas para transportar grupos de pessoas em uma espécie de cabine traseira.

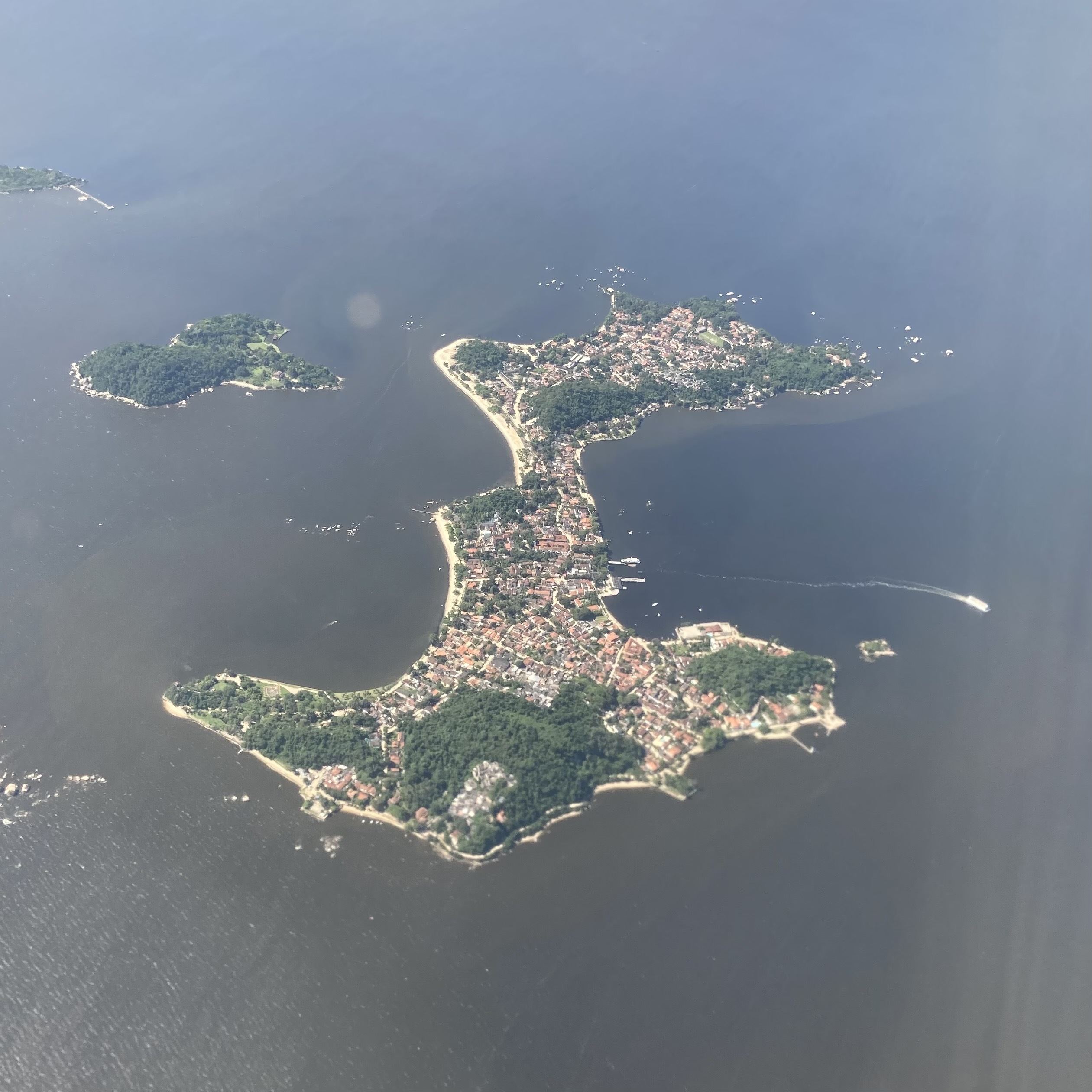
Vista aérea da Ilha de Paquetá, 2021

### Hospedagem
O público flutuante pode chegar a 20 mil pessoas, em dias de sol na alta temporada, conta com pequenas pousadas recentemente reformadas e de perfil profissional, que fazem da ilha uma boa opção para o “two days tourism”, conceito que vem ganhando espaço nas opções de lazer dos cariocas ser mais econômico e prático: viagens curtas, com apenas um pernoite e dois dias de proveito, em lugares próximos para diminuir o tempo de deslocamento.

## Cultura
O isolamento geográfico e a legislação de caráter preservacionista que sempre regeu a ilha contribuíram para que boa parte do acervo arquitetônico do bairro e do Rio Antigo fosse preservado.
Nos últimos anos, Paquetá tem sido uma opção para quem busca lazer e tranquilidade sem se afastar muito da cidade. Conhecida como Ilha dos Amores, a Ilha de Paquetá vem sendo procurada por artistas, poetas e outros adeptos de uma vida mais tranquila e comunitária.
Um dos destaques é a Casa de Artes de Paquetá, inaugurada em 1999 e pioneira nas ações que atualmente movimentam a vida cultural do bairro. A Casa de Artes tem exposições permanentes e temporadas de música clássica, jazz e outros gêneros. O espaço mantém ainda uma Orquestra Jovem, com apoio das leis de incentivo à cultura.
Outra vocação de Paquetá são os programas ao ar livre, em especial no Parque Municipal Darke de Mattos, onde são realizados piqueniques e encontros culturais.
Alguns bares oferecem sessões de cineclube e debates. O Iate Clube de Paquetá tem festas e bailes, com destaque para as festas tipo flashback.
Aos sábados, na Paróquia Senhor Bom Jesus do Monte, momentos com cantoria e serestas são abertas ao público.
A vocação do bairro para o turismo cultural e ambiental ainda comporta a edição de eventos na praia – como torneios de vôlei e futevôlei – e esportes náuticos. E as praias da Guarda, mais popular; e da Moreninha, cenário do romance de Joaquim Manuel de Macedo, que imortalizou Paquetá na memória cultural do povo brasileiro. É também um dos cenários da série A Arma Escarlate, da autora brasileira Renata Ventura, publicada em 2011.

### Pontos turísticos
Entre os pontos turísticos da ilha, destacam-se:
- Parque Darke de Matos
- Mirante do Morro do Cruz
- Pedra da Moreninha
- Praias da Moreninha e da Guarda
- Casa de José Bonifácio
- Casa de Artes de Paquetá
- Ponte da Saudade
- Baobá "Maria Gorda"

### Na internet
No Instagram é possível encontrar páginas voltadas ao turismo da ilha, como a Cariocando na Ilha de Paquetá, que reúne notícias, dicas, sugestões, divulgação de produtos e serviços locais para quem mora ou quer visitar.

### Esportes
A ilha possui quatro clubes que oferecem atividades esportivas e sociais aos moradores:
- Paquetá Iate Clube
- Paquetá Esporte Clube
- Municipal Futebol Clube
- Barreirinha Futebol e Regatas

### Carnaval
Durante o período de Carnaval aumenta o fluxo de turistas à ilha. Diversos blocos carnavalescos locais saem pelas ruas de Paquetá nesta época, como o Bloco do Goró, o Bloco do Camelo, o Bloco da Tartaruga, o Bloco das Piranhas, Fecha Bar, entre outros. Vindos de outros bairros, já iniciando a festa dentro da barca, blocos como Pérola da Guanabara e Boto Marinho também acontecem na ilha. Na rua principal, Furquim Werneck, desfilaram por muitos anos as duas maiores agremiações do bairro: o GRBC Silêncio do Amor e o GRBC Unidos de São Roque.